# Société française des intérêts des auteurs de l'écrit
 (février 2022).
 (mars 2018).
Si vous disposez d'ouvrages ou d'articles de référence ou si vous connaissez des sites web de qualité traitant du thème abordé ici, merci de compléter l'article en donnant les références utiles à sa vérifiabilité et en les liant à la section « Notes et références ».
La Société française des intérêts des auteurs de l’écrit (Sofia) est une société de perception et de répartition des droits (SPRD), comme la SACEM, mais pour les livres.

## Histoire
La Sofia est créée en 1999 par la Société des gens de lettres (SGDL) et le Syndicat national de l'édition (SNE).
Elle est agréée par le ministère de la Culture en mars 2005 pour la gestion du droit de prêt. Depuis 2009, elle gère une partie de la rémunération de la copie privée numérique.
Depuis mars 2013, la Sofia est agréée pour gérer l'exploitation des livres indisponibles.
La société rassemble 7 000 auteurs et 300 éditeurs.

## Fonctionnement
- Les bibliothèques déclarent leurs fournisseurs de livres et le montant de leurs factures ;
- Les fournisseurs de livres déclarent leurs bibliothèques clientes, le détail des factures et le montant ;
- Les données sont ensuite croisées et le fournisseur de livre doit alors payer une taxe sur ces livres.

C’est ce que l’on appelle la perception des droits. Vient ensuite la répartition des droits : Sofia reverse les sommes perçues entre les auteurs et les éditeurs.
Les auteurs et éditeurs qui ont un contrat d’édition peuvent adhérer à la Sofia. Peu importe le genre de l’œuvre publiée.
L’adhésion coûte 38 euros[réf. nécessaire][pertinence contestée].
La Sofia a également un fonds d'aide pour l'action culturelle. Les actions soutenues doivent avoir un lien avec les auteurs de l'écrit. Les personnes pouvant en bénéficier sont les adhérents de la Sofia, les organismes professionnels ou les associations qui en font la demande. Ils doivent remplir un dossier présentant leur projet en guise de demande d'aide.

### Gouvernance
Après des présidences tenues par le collège auteurs, la présidence de la Sofia est depuis 2019 confiée à un éditeur, Arnaud Robert, et la vice-présidente, Cécile Deniard, fait partie du collège auteurs.